# Gare de Bavois
La gare de Bavois est une gare ferroviaire située sur le territoire de la commune suisse de Bavois dans le canton de Vaud.

## Situation ferroviaire
Établie à 441,6 mètres d'altitude, la gare de Bavois est située au point kilométrique 24,88 de la ligne du Pied-du-Jura, entre les gares de Eclépens (en direction de Lausanne) et Chavornay (vers Olten).
Elle est dotée de deux voies bordées par deux quais latéraux.

## Histoire
La gare de Bavois a été inaugurée en 1929, bien après la mise en service du tronçon de Bussigny à Yverdon-leur-Bains de la ligne du Pied-du-Jura. Chaque quai était initialement équipé d'un abri d'attente en planches construit sur un socle en maçonnerie. Ces abris ont été remplacés depuis par des abris à parois en verre.
Un soir d'octobre 2011, la gare de Bavois a été le théâtre d'un accident grave. Un automobiliste septuagénaire a confondu la rampe d'accès au quai avec une route. Il arrête sa voiture en équilibre en bordure du quai tandis qu'un train InterCity arrive juste après et percute le véhicule au cours de son freinage d'urgence. Le conducteur de la voiture est sorti du véhicule mais se retrouve projeté par la violence du choc. Il est retrouvé mort par les secouristes dépêchés sur place.

## Service des voyageurs

### Accueil
Gare des CFF, elle dispose d'un abri sur chaque quai et d'un automate pour l'achat de titres de transport sur le quai de la voie 2. Le passage entre les deux quais se fait en accédant, à l'aide d'escaliers, au pont routier traversant la gare.
À proximité directe de la gare se situe également un parc relais offrant 40 places dédié au stationnement des automobiles.
La gare n'est pas accessible aux personnes à mobilité réduite.

### Desserte
La gare fait partie du réseau RER Vaud qui assure des liaisons rapides à fréquence élevée dans l'ensemble du canton de Vaud. Bavois est desservie chaque heure dans chaque sens par la ligne R1 qui relie Grandson à Lausanne (et à Cully du lundi au vendredi).

### Intermodalité
La gare de Bavois n'est en correspondance avec aucune autre ligne de transports publics. Il existe toutefois un arrêt de bus nommé Bavois, gare servant aux services de substituions.